# Дада (Хабаровский край)
Дада (нан. Да̄) — село в Нанайском районе Хабаровского края. Административный центр и единственный населённый пункт сельского поселения «Село Дада». Нанайское национальное село.

## Название
Название на русском языке — дублированное (возможно, для удобства использования, в том числе в косвенных падежах) нанайское название села — Да̄. По-нанайски «да̄» — протока, устье. Рядом с селом проходит протока Амура.

## География
Село Дада стоит на правом берегу Гассинской протоки (правобережная протока Амура).
Автомобильная дорога к селу Дада идёт на запад от автотрассы Хабаровск — Комсомольск-на-Амуре, расстояние до трассы около 1 км.
Выше села Дада на протоке стоят сёла Гасси и Дубовый Мыс.

## Население
Большинство населения - нанайцы, представители коренного народа.
| 1992 | 2002 | 2010 | 2011 | 2012 | 2013 | 2014 |
| ---- | ---- | ---- | ---- | ---- | ---- | ---- |
| 396  | →396 | ↗433 | →433 | ↗435 | ↘417 | ↘407 |
| 2015 | 2016 | 2017 | 2018 | 2019 | 2020 | 2021 |
| ↘403 | ↘400 | ↘384 | ↗397 | ↗401 | ↘400 | ↗412 |